# 5-Méthoxyuridine
La 5-méthoxyuridine (mo5U) est un nucléoside dont la base nucléique est le 5-méthoxyuracile, un alcoxyle dérivé de l'uracile, l'ose étant le β-D-ribofuranose. Elle est présente naturellement dans certains ARN de transfert.